# Цимбаліст Оксана Олександрівна
Цимбаліст Оксана Олесівна (нар. 6 липня 1987, Бабин, Рівненська область) — акторка Львівського академічного драматичного театру імені Лесі Українки, художниця, співачка, учасниця блюз-рок колективу «The Glass».

## Життєпис
Оксана Цимбаліст народилася в селі Бабин, Рівненської області. Навчалася у Бабинській загальноосвітній школі. У 1997 році починає відвідувати Гощанську музичну школу по класу фортепіано, котру закінчує з червоним дипломом (2004). У школі бере активну участь у всіх творчих заходах: КВК, співочі концерти, танцювальні виступи.
У 2008 році, по закінченню школи, вступила у Луцьке училище культури і мистецтв на театральний факультет. Щороку брала участь у всеукраїнських конкурсах читців в Києві, Сумах, де отримувала грамоти з відзнакою про перше місце, а також гран-прі. З першого курсу навчання грала невеличкі ролі у Волинському музично-драматичному театрі імені Тараса Шевченка.
Після чотирьох років навчання в училищі, була прийнята на роботу у Волинський музично-драматичний театр імені Тараса Шевченка, де працювала чотири роки. Під час своєї акторської діяльності у Луцьку вступила до Рівненського державного гуманітарного університету, також на акторський факультет, для здобуття вищої освіти і закінчила його з червоним дипломом.
У 2013 році переїжджає до Львова. У цьому ж році влаштовується у Львівський академічний драматичний театр імені Лесі Українки. Знайомиться з новою трупою, музикантами. Створює власний музичний колектив під назвою «The Glass» та стає солісткою. У 2017 році потрапляє на шоу «Голос Країни» в команду Джамали.

## Акторські роботи в театрі
Львівський академічний драматичний театр імені Лесі Українки
- 2012 — Карайт, «Великі подвиги маленького Ріккі-Тіккі-Таві» (реж. Людмила Колосович)
- 2012 — Гапка, «Search: www.МатиНАЙмичкА.com.ua» (реж. н. а. України Григорій Шумейко)
- 2013 — Пані Пультова, «Анатомія Театру» (реж. Людмила Колосович)
- 2013 — Доротея, «Собака на сіні» (реж. Людмила Колосович)
- 2013 — Сова, «Вінні-Пух і всі-всі-всі» (реж. Людмила Колосович)
- 2014 — Сова, «Загублений хвіст або Як вінні-Пух допоміг Іа-Іа» (реж. Людмила Колосович)
- 2014 — Відьма, «Стіна» (реж. Людмила Колосович)
- 2014 — Терпелиха, мюзикл «DIVKA» (реж. Олексій Коломійцев)
- 2014 — живе кіно «Вівісекція» (реж. Олексій Коломійцев)
- 2014 — опера «Антиформалістичний райок» (реж. Олексій Коломійцев)
- 2015 — Русалка-радіо-Свобода, драма «Баба Пріся» (реж. Олексій Кравчук)
- 2015 — Рахіль, рок-опера «Ірод» (реж. Олексій Коломійцев)
- 2016 — Ірина Богданівна Зозуля, трагікомедія «Слава героям» (реж. Олексій Кравчук)
- 2016 — Королева, емоційні пейзачі за мотивами братів Грімм «Білосніжка»
- 2016 — Ре, треш-детектив «Людина в підвішеному стані» (реж. Ігор Білиць)
- 2017 — Любов, вистава-дослідження за мотивами драми «Блакитна троянда» Лесі Українки «Любов)» (реж. Артем Вусик)
- 2017 — Кезонія, пауза між нотами за п'єсою Альбера Камю «Калігула» (реж. Олексій Кравчук)

Волинський обласний академічний музично-драматичний театр імені Тараса Шевченка
- «Безталанна» — Варка (реж. Федір Стригун)
- «Три ідеальні подружжя» — Ада Гусман (реж. Віталій Денисенко)
- «Лісова пісня» — русалка водяна (реж. Віталій Денисенко)
- «Дуже проста Історія» — корівка (реж. Анатолій Романюк)
- «Замовляю любов» — Надія (реж. Ірина Стежка)
- «Дерева помирають стоячи» — Амелія (реж. Петро Ластівка)
- «Дон Жуан» — Матюрінна (реж. Петро Ластівка)
- Моно-вистава: «Невгамовний Пантелеймон» (реж. Петро Ластівка)
- «Одкровення від Мазепи» — Мотря (реж. Петро Ластівка)
- «Суєта» — Паша(реж. Федір Стригун)
- «Сім струн» — Леся Українка (реж. Анатолій Мельничук)
- «За двома зайцями» — Устя (реж. Петро Ластівка)
- «Кавказка рулетка» - Анна (реж. Анатолій Романюк)
- «Блез» - Пепітта (реж. Анатолій Романюк)
- «Європа за нами» — концерт зарубіжних хітів, за участі оркестру та акторів драми Tina Turner, Joan Jett, Sugababes, Cher, Gloria Gaynor та інші у моєму виконанні (реж. Петро Ластівка)
- Сіре Мишеня — «День народження кота Леопольда»
- Поганка — «Жила — була Сироїжка»
- Горобличка — «Біда навчить»
- Кіт — «Бременські музиканти»
- Смерть — «Різдвяна казка»
- Старша дочка — «Коза Дереза»
- Нена — «Пітер Пен»

Львівський академічний театр імені Леся Курбаса
- 2016 — Поліна, «Зимова казка» (реж. Євген Худзик)

## Участь у конкурсах
- Гран-прі с. Колодяжене (2007) Всеукраїнський конкурс читців.
- 1 місце Київ(2007)-Всеукр. конкурс читців, присвячений пам"яті Т. Г. Шевченка
- 1 місце Луцьк(2007)-Конкурс Остапа Вишні (присвоєне звання «Професійний сміхотворець України»)
- 3 місце Суми(2005)-Регіональний конкурс читців, присвячений пам"яті Остапу Вишні
- 2015 — нагороджена почесною грамотою за внесок у розвиток національного театрального мистецтва від Львівської обласної держадміністрації